# Atkinson (motoryzacja)
Atkinson – dawne brytyjskie przedsiębiorstwo zajmujące się produkcją samochodów. Istniało w latach 1907 - 1970. Posługiwano się charakterystycznym znakiem firmowym: dużą literą "A" w okręgu.
Zostało założone przez Edwarda Atkinsona w 1907 roku. Początkowo Atkinson prowadził zakład naprawy parowozów firmy Alley & McLean. W 1916 roku zmontowano tam pierwszą lokomobilę własnej konstrukcji i zainteresowano się pojazdami ciężarowymi.
Po śmierci Atkinsona w czasie Wielkiego Kryzysu firmę nabył menedżer W. G. Allen i przemianował na Atkison Lorries Ltd. Zarzucono wówczas konstrukcje parowe, a skupiono się na pojazdach z silnikiem spalinowym. Firma stawała się coraz bardziej znanym producentem aut ciężarowych w Wielkiej Brytanii. Produkowano pojazdy dwu, trzy i czteroosiowe.
W czasie II wojny światowej realizowano zamówienia wojskowe. Po wojnie powrócono do produkcji cywilnej. Początkowo bazowano na modelach przedwojennych. Rozwijano produkcję dwóch serii aut: "Silver Knight" oraz "Black Knight". W 1970 roku zakłady Atkinson zostały połączone z firmą Seddon. Stworzono wówczas spółkę Seddon Atkinson Vehicles Ltd. W 1974 roku włączono ją do koncernu International Harvester.

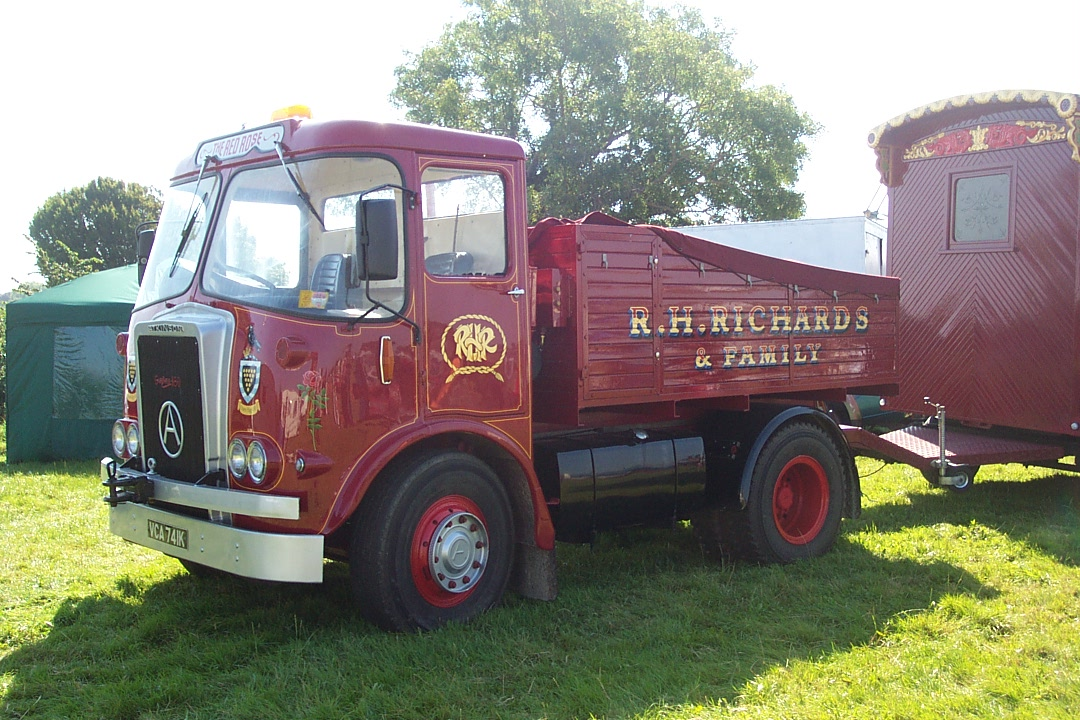
Model Silver Knight
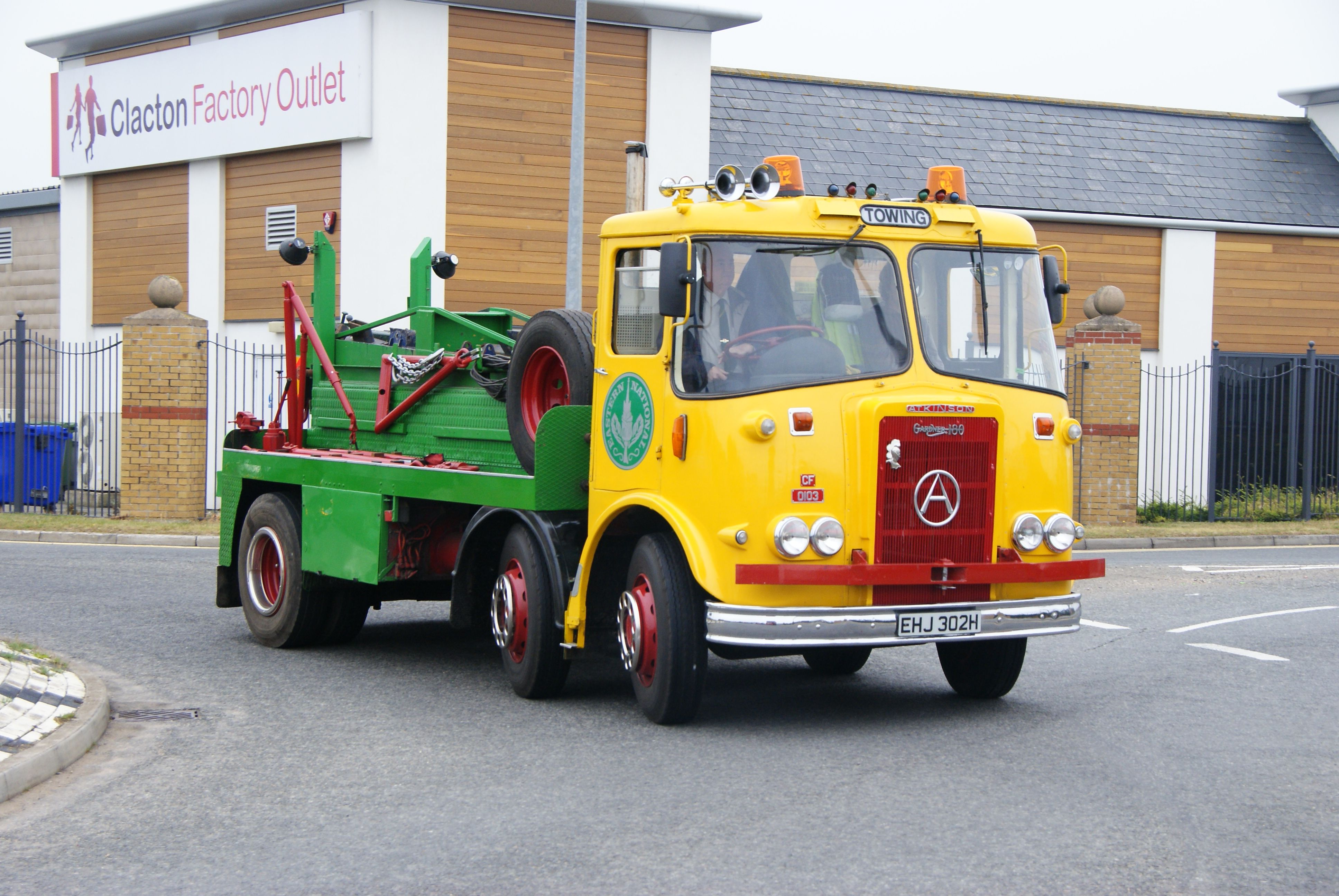
Model 1970
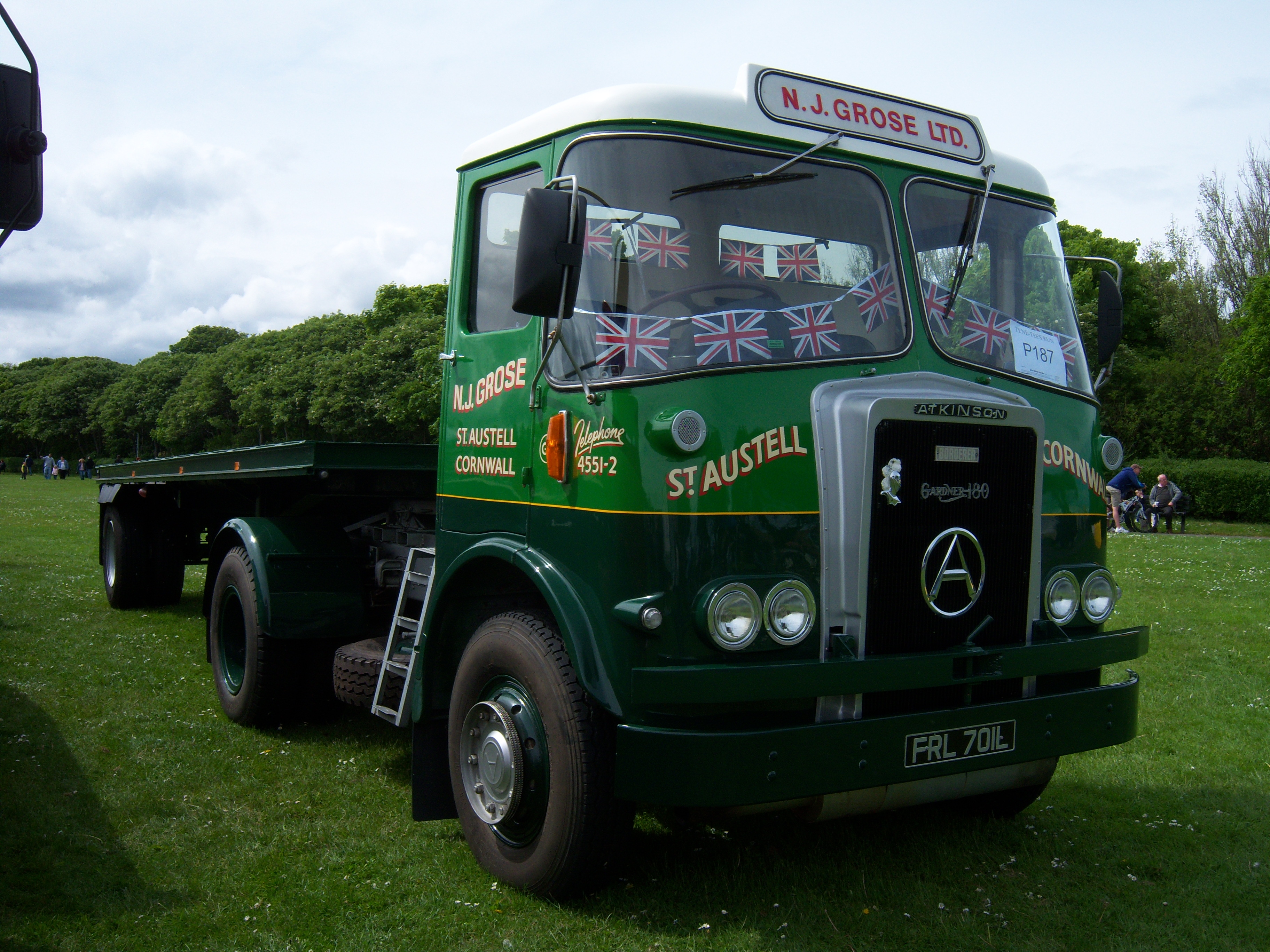
Model 1972